# 多鱗鱗魨
多鱗鱗魨（学名：Balistes polylepis）為輻鰭魚綱魨形目鱗魨亞目鱗魨科的其中一種，分布於東太平洋區，從美國舊金山至秘魯、加拉巴哥群島海域，為熱帶海水魚，棲息深度3-36公尺，本魚體呈橢圓形且側扁，皮膚厚，覆板狀鱗片，嘴巴小，牙齒堅固且突出，每顎有8個，背鰭有3枚硬棘、背鰭軟條26至28枚，體長可達76公分，棲息在沙底質的岩礁區，幼魚會隨波漂浮，成魚則為底棲，以甲殼類、海膽、軟體動物等為食，可作為食用魚。
其种加词“polylepis”意为“多鳞的”。